# Eucalyptus ebbanoensis
Eucalyptus ebbanoensis ist eine Pflanzenart innerhalb der Familie der Myrtengewächse (Myrtaceae). Sie kommt im südlichen Teil des Zentrums von Western Australias und im mittleren Abschnitt der Westküste vor und wird dort „Sandplain Mallee“ genannt.

## Beschreibung

### Erscheinungsbild und Blatt
Eucalyptus ebbanoensis wächst in der Wuchsform der Mallee-Eukalypten, dies ist eine Wuchsform, die mehr strauchförmig als baumförmig ist, es sind meist mehrere Stämme vorhanden, die einen Lignotuber ausbilden; er erreicht Wuchshöhen von bis 2 bis 10 Meter. Die Borke ist am gesamten Baum glatt, grau, grau-braun oder braun und schält sich in kurzen Bändern oder kleinen, vieleckigen Flicken. Sowohl in der Borke als auch im Mark der jungen Zweige gibt es Öldrüsen.
Bei Eucalyptus ebbanoensis liegt Heterophyllie vor. An mittelalten Exemplaren sind die Laubblätter sitzend, elliptisch, gerade, ganzrandig und matt grau-grün. Die auf Ober- und Unterseiten gleichfarbig matt grünen, manchmal gegenständigen Laubblätter an erwachsenen Exemplaren sind schmal lanzettlich, relativ dünn, sichelförmig gebogen und verjüngen sich zur Spreitenbasis hin. Die kaum erkennbaren Seitennerven gehen in einem spitzen oder sehr spitzen Winkel vom Mittelnerv ab. Die Keimblätter (Kotyledone) sind nierenförmig.

### Blütenstand und Blüte
Seitenständig an einem im Querschnitt stielrunden Blütenstandsschaft stehen in zusammengesetzten Gesamtblütenständen etwa dreiblütige Teilblütenstände. Die Blütenknospen sind birnenförmig und nicht blaugrün bemehlt oder bereift. Die Kelchblätter sind auf vier Kelchzähne auf dem Blütenbecher (Hypanthium) reduziert. Die glatte Calyptra ist halbkugelig, so lang und so breit wie der glatte Blütenbecher (Hypanthium). Die Blüten sind weiß oder cremeweiß. Die Staubblätter stehen in vier Bündeln. Die Blütezeit in Western Australia reicht von September bis Dezember oder Januar bis März.

### Frucht
Die gestielte Frucht ist halbkugelig. Der Diskus ist angehoben, die Fruchtfächer stehen heraus.

## Vorkommen
Das natürliche Verbreitungsgebiet von Eucalyptus ebbanoensis ist der mittlere Abschnitt der Westküste von Western Australia, um Geraldton, und der südliche Teil des Zentrums von Western Australia, westlich von Kalgoorlie-Boulder. Eucalyptus ebbanoensis kommt in den selbständigen Verwaltungsbezirken Chapman Valley, Menzies und Yilgarn in den Regionen Goldfields-Esperance, Mid West und Wheatbelt vor.
Eucalyptus ebbanoensis wächst auf gelben oder roten Sandböden, sandigem Ton, Lehm und Laterit. Eucalyptus ebbanoensis findet man an Aufschlüssen, auf Sandebenen oder auf Granithügeln.

## Systematik
Die Erstbeschreibung von Eucalyptus ebbanoensis erfolgte 1921 durch Joseph Maiden in A Critical Revision of the Genus Eucalyptus, Volume 5 (6), S. 169. Das Typusmaterial weist die Beschriftung „Type from Sandplain, Ebbano, east of Mingenew, Western Australia (Dr. A. Morrison, 28th September, 1904)“ auf. Das Artepitheton ebbanoensis weist auf den Fundort, Ebbano südöstlich von Geraldton, des Typusmaterials hin.
Von Eucalyptus ebbanoensis gibt es zwei bis drei Unterarten:
- Eucalyptus ebbanoensis Maiden subsp. ebbanoensis
- Eucalyptus ebbanoensis subsp. glauciramula L.A.S. Johnsons & K.D. Hill
- Eucalyptus ebbanoensis subsp. photina Brooker & Hopper